# Amor a Psyché (Gassmann)
Amor a Psyché (v italském originále Amore, e Psiche) je opera seria („dramma serio“) o třech dějstvích českoněmeckého skladatele Floriana Leopolda Gassmanna na libreto Marca Coltelliniho. Premiéru opery uvedlo 5. října 1767 vídeňské dvorní divadlo (Burgtheater).

## Vznik a charakteristika
Amor a Psyché je poslední vážná opera F. L. Gassmanna (následovalo však ještě podstatné přepracování opery Aetius roku 1770). Autorem libreta byl Marco Coltellini (1724–1777), od roku 1765 nástupce slavného Pietra Metastasia ve funkci císařského dvorního básníka; mezi jeho nejvlivnější díla patřilo libreto k opeře Ifigenia in Aulide Tommassa Traetty (1763).
Opera Amor a Psyché byla napsána na objednávku habsburského dvora k plánovanému sňatku rakouské arcivévodkyně Marie Josefy s králem Ferdinandem Neapolsko-Sicilským. Premiéra se proto konala na jmeniny zesnulého císaře Františka, tradičně slavené na tereziánském dvoře, a většina pěvců nebyla členy císařského divadla, nýbrž byla pro tuto příležitost zvlášť přivezena z Itálie. Marie Josefa se proti zamýšlenému sňatku značně vzpouzela. Námět byl považován pro danou příležitost zvlášť vhodný: mladičká a nevinná princezna se dozví, že se má provdat za jí zcela neznámého „boha“, kterého má spatřit až při svatebním obřadu; všichni ji litují a o svém budoucím manželovi se dozvídá jen špatné věci, současně jí však všichni zdůrazňují, že se osudu musí podvolit a doufat v božskou odměnu za ctnost a poslušnost; princezna si zoufá a přeje raději umřít. Psyché v opeře se nakonec do manžela okamžitě zamiluje a skončí dobře, ne tak arcivévodkyně Marie Josefa: několik dní před premiérou opery (které se nezúčastnila) onemocněla a 15. října 1767, v den plánované svatby, zemřela na pravé neštovice. Ferdinanda po ní zdědila její sestra Marie Karolína.

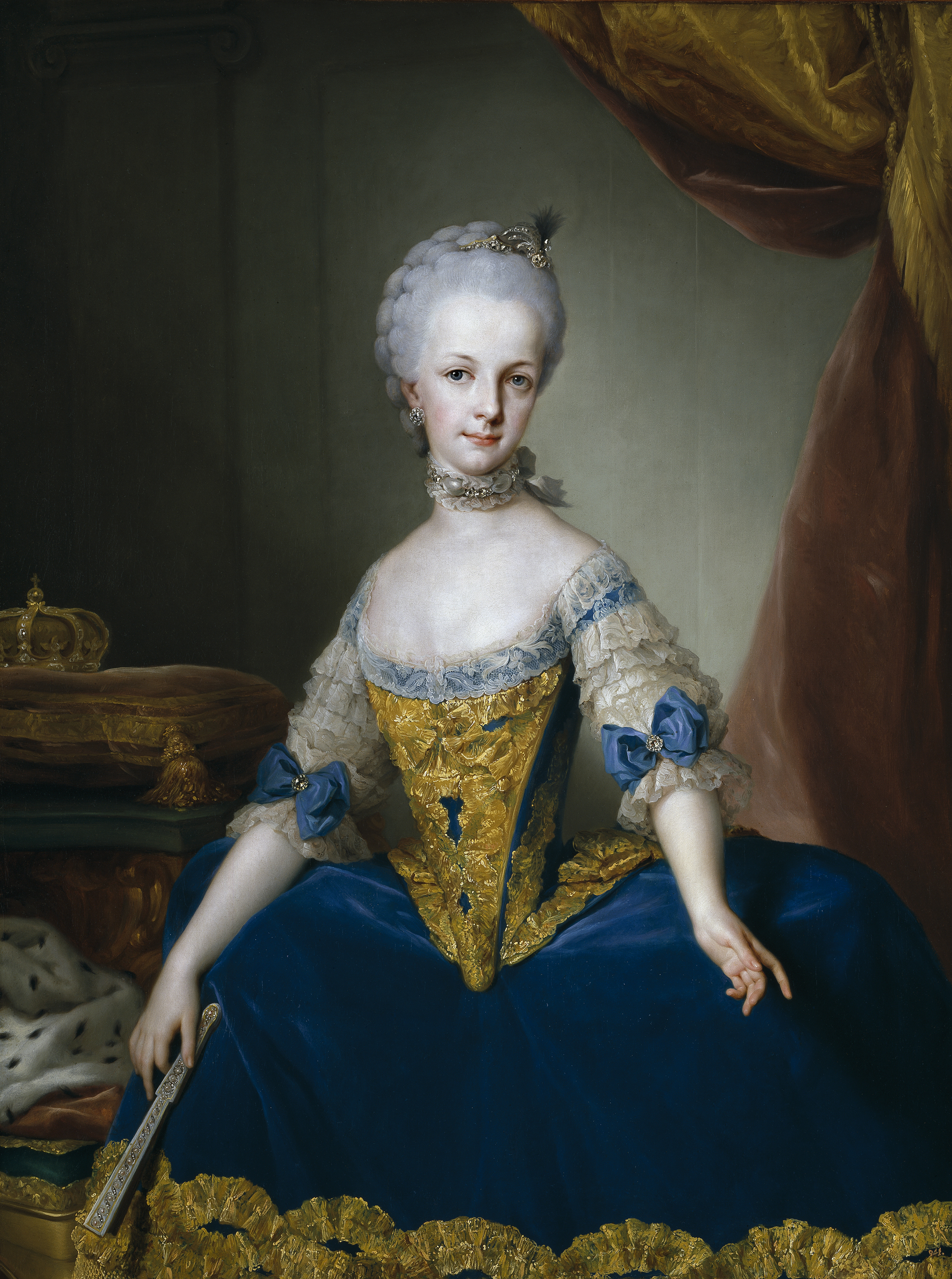
Arcivévodkyně Maria Josefa Habsbursko-Lotrinská, portrét Antona Raphaela Mengse z roku 1767

Tato událost a následující úřední smutek ukončily uvádění této opery, o které se uznale ve své korespondenci zmiňuje Leopold Mozart a kterou recenzent v revue Allgemeine deutsche Bibliothek považoval za „nesrovnatelně významnější“ než Gassmannovy komické opery a stavěl ji „přinejmenším na roveň“ Gluckově Alcestě. Nejsou zprávy o případných jiných inscenacích Gassmannova Amora a Psyché; hudba však zůstala ve vídeňských hudebních kruzích známa a například roku 1785 tvořil jeden ze sborů součást koncertu vídeňského dobročinného spolku Tonkünstlersocietät, založeného F. L. Gassmannem (tento koncert organizoval Wolfgang Amadeus Mozart).
Coltelliniho libreto vykazuje v celkovém rozvrhu i detailech mnoho podobností s libretem Raniera de' Calzabigiho pro operu Orfeus a Eurydika Ch. W. Glucka (1762). V poměru k tradiční opera seria se jedná o libreto ve stylu gluckovské reformy: přísné rozdělení na árie a nedoprovázené (secco) recitativy je opuštěno, árie často vyjadřují přímo děj spíše než afekt nebo náladu a mnohem větší je úloha sboru, který někdy zasahuje do děje, stejně jako balet. Závěry dějství jsou koncipovány jako komplexní finále, což je prvek převzatý z opery buffy.
Rovněž Gassmannova hudba sleduje zčásti Gluckův reformní styl, zejména ve zdůraznění role orchestru a v traktování sborů. Ve strukturování ansámblů ve finále je Gassmann náročnější než Gluck, naopak na starší vzory opera seria ukazuje tradiční ztvárnění některých da capo árií s koloraturami, zejména pro postavy Venuše, Zefyra a Palemona.
Coltelliniho libreto po Gassmannovi zhudebnili rovněž Tommasso Traetta, jeho Amore e Psiche byla velmi úspěšně uvedena roku 1773 v Petrohradě, a Joseph Schuster, jehož verze se hrála v Neapoli roku 1780 a Miláně roku 1789; vedle toho se roku 1780 hrálo s hudbou různých autorů (pasticcio) ve Florencii.

## Osoby a první obsazení

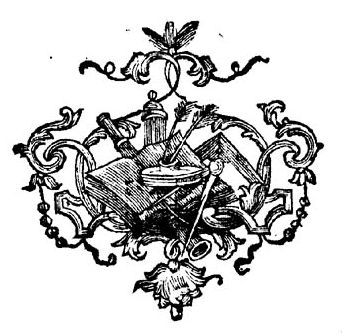
Tisková známka libretisty Marca Coltelliniho

| osoba                                                                  | hlasový obor     | premiéra (5. října 1767) |
| ---------------------------------------------------------------------- | ---------------- | ------------------------ |
| Paleon (Palemone), knidský král                                        | tenor            | Giuseppe Tibaldi         |
| Psyché (Psiche), jeho dcera                                            | soprán           | Elisabetta Tauber        |
| Venuše (Venere)                                                        | soprán           | Clementina Baglioni      |
| Amor (Amore)                                                           | soprán (kastrát) | Venanzio Rauzzini        |
| Zefyr (Zeffiro)                                                        | soprán (kastrát) | Giacomo Veroli           |
| Rozkoše; sestry Psyché; průvod Venuše; kněží; služebníci Osudu; Lítice |                  |                          |
| Dirigent: Florian Leopold Gassmann                                     |                  |                          |
| Výprava: bratři Galliariové                                            |                  |                          |

## Děj opery

### 1. dějství

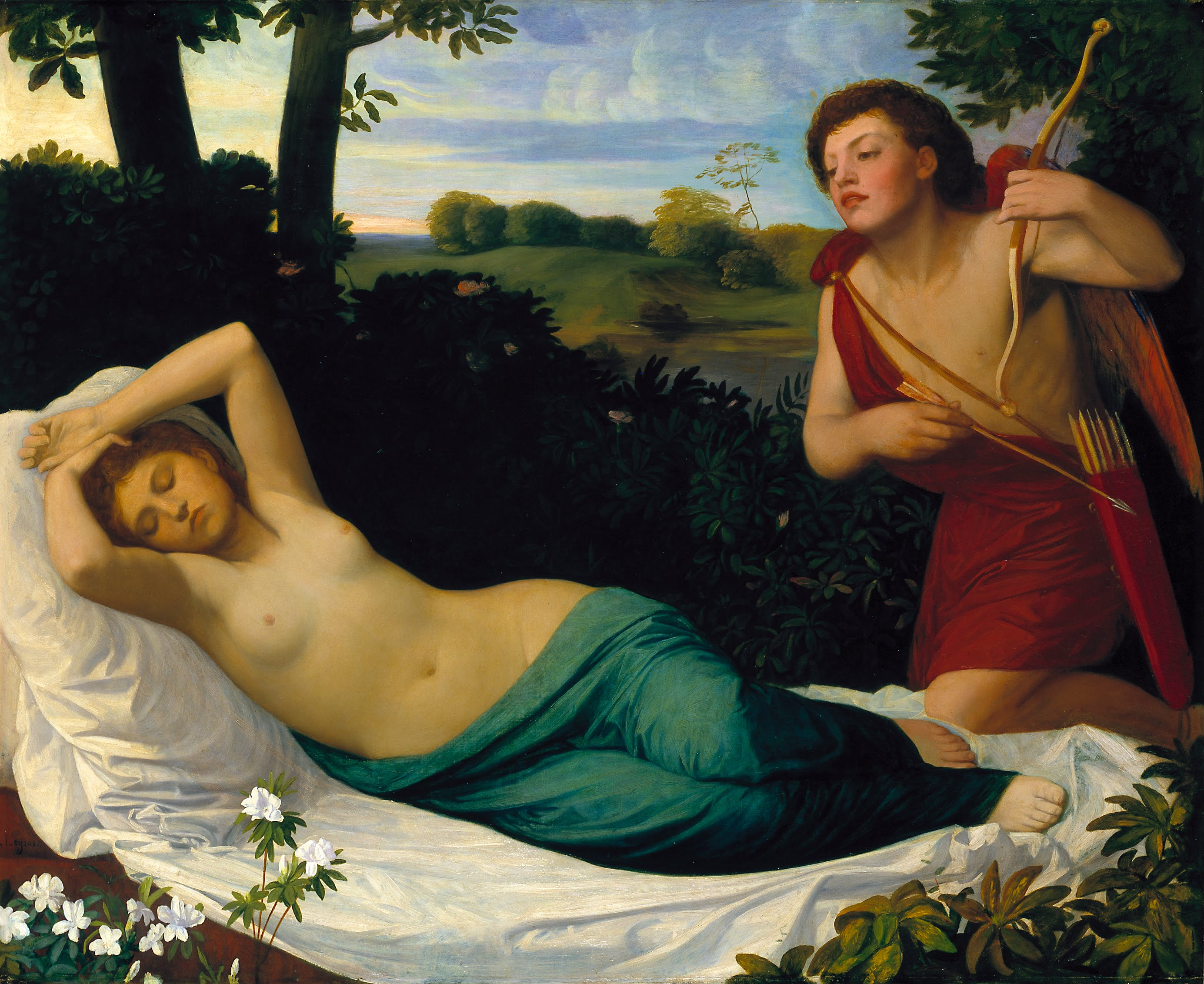
Amor pozoruje spící Psyché, obraz Alphonse Legrose z 60. let 19. století

(1. obraz – Opuštěná pláž u Knidu) Princezna Psyché usnula při lovu na pláži. Bůh Amor, jenž se do ní zamiloval, přivádí průvod Rozkoší a žádá je, aby Psyšin spánek zpříjemnily. Rozkoše opěvují šťastnou dívku, která okouzlila samotného Amora, a Amor obdivuje půvab spící dívky. Rozkoše – mezi nimi Žert, Šprým, Smích a nakonec i Hymen – tancují a opěvují Psyché (árie Amora Venite al bel soggiorno, sbor O fortunata, árie Amora Sembra che senza velo, sbor Non si lucente, balet).
Amor pozoruje spící dívku a holedbá se přitom svou mocí nad ostatními bohy. Hodlá si nic netušící Psyché vzít za ženu, avšak je nutné, aby ho před svatbou nespatřila. Proto mizí, ale předtím se na jeho pokyn promění celé místo v rajskou krajinu, které vévodí chrámek zasvěcený „Psyché Venuše krásnější“ (doprovázený recitativ Ah tacete, ah lasciate a árie Quand'apra al dì le ciglia).
Psyché se probouzí. Nejprve ještě myslí na krásný sen, který měla, a pak se podivuje tomu, kde se ocitla. Neviditelné Rozkoše ji přitom upokojují a prozrazují jí, že jistý bůh toto místo stvořil pro ni (arioso a doprovázený recitativ Che placido riposo!, árie se sborem Ch per pietà mi dice … Non temer, fortunata donzella!). Psyché je zmatena. Objeví se její otec, král Palemon, který svou dceru hledá, protože se mu přihodilo něco neočekávaného: v lese se mu zjevilo světlo a slyšel hlas, který oznamoval, že se Psyché stala předmětem zájmu bohů a že jí osud chystá velké štěstí nebo neštěstí. Má ji odvést do věštírny a vyslechnout příkaz osudu.
Psyšiny sestry se tetelí strachem (sbor Quel baglior, quel muggito del vento). Palemon má o Psyché velké obavy: hněv bohů je nebezpečný a jejich přízeň vrtkavá. Vypočítává dceři případy smrtelnic, která za lásku bohů zaplatily krutou smrtí, a i nevinnost prý bude Psyché málo platná. Nicméně osudu se nedá vzdorovat, tak ať se na něj Psyché připraví s poslušností a důvěrou (árie Meco al voler del Fato). Pyché je vyděšená, ale spoléhá na své ctnosti a chce odevzdaně očekávat svůj osud (doprovázený recitativ a árie Omnipotenti dei! … Tremi in faccia al suo periglio a sbor Psyšiných sester Chi vorria seguir per guida). Pak odchází za otcem.
Amor Psyšin strach sleduje a rozplývá se nad její půvabem a něžností. Jeho přítel Zefyr krotí Amorovo nadšení: Venuše už tak na krásnou Psyché žárlí a Amorovy činy ji vyprovokují k pomstě, což nemůže pro Psyché dopadnout dobře. Venuše se už blíží ke Knidu a Amor se ji ještě chce pokusit uchlácholit, ale Zefyr očekává hroznou válku mezi bohem lásky a bohyní krásy (árie Qual guerra funesta).
Na mušli v doprovodu nymf připlouvá Venuše. Nymfy ji opěvují (sbor Oh qual t'adorna). Venuše uzří chrám věnovaný Psyché s nápisem a rozlítí se (árie Torno a voi, felici sponde). Když ho chce zničit, Amor ji zastaví a přiznává své úmysly s Psyché. Navrhuje Venuši, aby se s jeho nastávající rozdělila o vládu. Tím Venuši rozzuří ještě více a oba se dávají do prudké hádky (duet Ah! se punir mi vuoi). Venuše se vydává pomstít na Psyché (árie se sborem Togliete al mio ciglio … Se sveglia de' Numi).

### 2. dějství

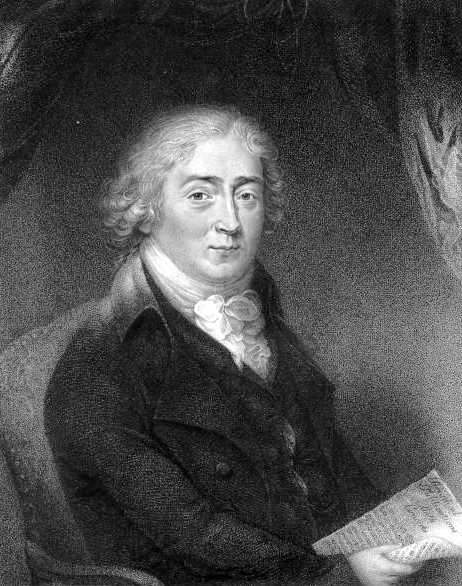
Kastrát Venanzio Rauzzini (1746–1810), který zpíval v Amorovi a Psyché roli Amora. Rytina Roberta Hancocka

(1. obraz – Les Osudu – temný les s vchodem do jeskynní věštírny) Palemno přivádí Psyché v průvodu kněží; s pochmurným varováním ji ponechává na místě a sám vstupuje do věštírny (sbor Piega la fronte al Nume a Palemonův doprovázený recitativ Figlia, io scendo nell'antro). Psyché stále doufá, že svými ctnostmi bohy usmíří (arioso Ma l'ira vostra, o dei). Sezmí se a zvedá se vítr oznamující božskou přítomnost (sbor kněží Ah tacete!). Palemon se vrací říci dceři, co se dozvěděl: na nebesích zuří boj, jakýsi krutý bůh si žádá Psyché za ženu a Osud ji má odvát na Kavkaz. Psyché a její sestry naříkají. Objeví se temné mračno, které zahalí Psyché a odnese ji. Palemon a jeho dcery naříkají (doprovázený recitativ Palemona a Psyché a sbor Psyšiných sester Qual ombra ti ricuopre … Che ascolto infelice? …. Ah fermati! aspetta). Král si zoufá, že svou dceru už nikdy neuvidí (árie Cara figlia, ah dove sei?).
(2. obraz – Úpatí Kavkazu s ledem a vstupem do temné špeluňky) Venuše už na místě s několika svými nymfami vyhlíží Psyché; má jisté výčitky svědomí, ale ujišťuje sama sebe, že krutost je v tomto případě nezbytná (árie Mentre agl'indegni appresto). Černý oblak přináší Psyché. Ta se rozhlíží po nehostinné krajině a klesá na mysli. Lítostivé nymfy nad ní pláčí a sdělují jí, že si ji chce vzít netvor, že už neuvidí nikdy svou rodinu a že ji vysvobodí jen smrt – o niž Psyché následně žádá bohy (doprovázený recitativ Psyché Misera! dove son?, sbor nymf Ah, piangi, o misera a árie Psyché Ah! se può sol la morte). Vychází Venuše a Psyché ji prosí o pomoc – vždyť ji tolikrát uctívala a přinášela jí oběti. Venuše jí nabízí východisko: dává jí lampu a dýku a radí jí, aby svého neznámého ženicha našla a zabila. Psyché vstupuje do špeluňky. Venuše ví, že Psyché nesmrtelnému Amorovi nemůže ublížit, ale doufá, že to Amora vyleká a zbaví lásky k ní.
(3. obraz – Honosný salon v Amorově říši) Rozkoše a další božstva zpívají a tančí na počest Amorova nastávajícího sňatku (sbor La viva face accendi). Přicházejí Amor a Zefyr (duet Quanto costa sol un momento). Zefyr Amorovi vypráví, že Psyché byla přinesena před vstup do Amorovy říše, a oba se podivují, že ještě nedorazila. Zefyr potvrzuje příteli, že si dobře zvolil nevěstu: Psyché je krásná a něžná, když se směje i když brečí (árie Bella in un vago viso). Amor se raduje a těší (árie Cessino i vostri pianti a sbor La viva face accendi).
Blíží se Psyché a na Amorův pokyn zhasne světlo. Amor dívce potmě vypravuje slova lásky a popisuje štěstí, které ji potkalo, ale Psyché si na něj posvítí a vrhne se s dýkou. Vidouc Amorovu vystrašenou tvář, zastaví se a ihned se do něj zamiluje (duet Oh dei! Che facesti?). Vstoupí Venuše se služebníky Osudu; ti se zmocní Psyché a odvádějí ji na smrt za jásotu Venuše a za protestů Amora, jakož i Palemona, kterého Zefyr právě přivedl na svatbu (sbor Rozkoší)
(finále – tercet Amora, Psyché a Venuše se sborem služebníků Osudu Trema, altera … Ah che vicenda è questa).

### 3. dějství

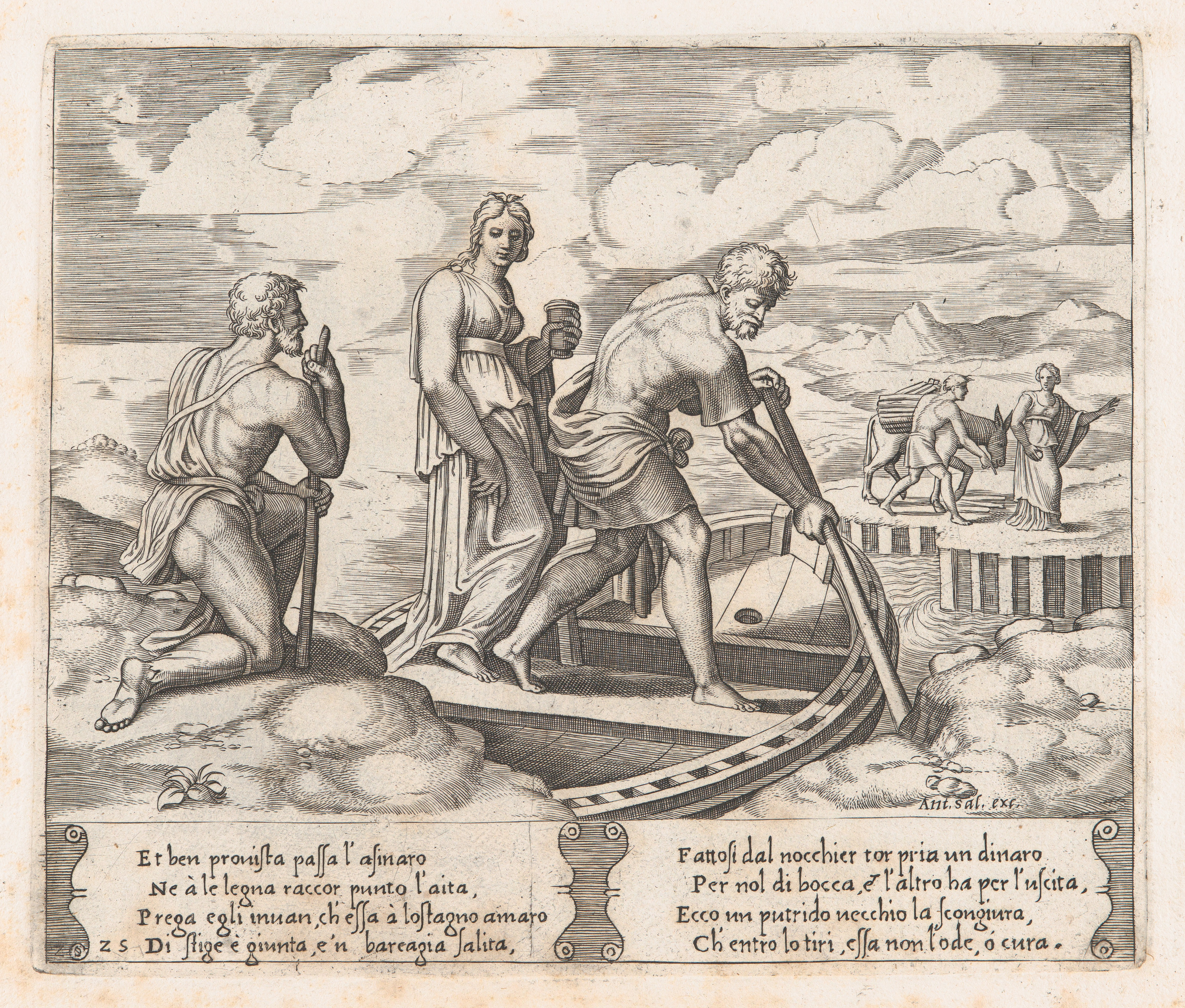
Psyché je převážena přes Acherón, rytila Michiela Coxieho z 16. století

(1. obraz – Hrozné údolí vedoucí k Acherónu) U vstupu do podsvětí řádí Lítice (balet). Služebníci Osudu přivádějí Psyché a Venuši: Psyché rekapituluje, co se přihodilo, a trpce se vyptává Venuše, proč ji pronásleduje. Její vysvětlení odmítá, ale přesto ji prosí o jednu milost: aby jí bohyně darovala smrt. Venuše jí radí, aby překonala řeku Acherón a u bohyně podsvětí (Proserpiny) si vyžádala vodu z řeky Styxu. Pokud nenajde jiné východisko, ať ji vypije a zemře. Psyché se dává na cestu. Lítice se ji snaží přimět k zoufalství, ale Psyché se jich nebojí, protože už jí je všechno jedno (sbor služebníků Osudu Vieni, o Psiche, alla valle funesta a árie Psyché Pietà non vi chiedo).
Venuše pozoruje Psyšiny ctnosti a začíná cítit lítost. Přikvapí Amor a Palemon a oba se snaží bohyni uprosit, aby Psyché zachránila. Venuše je na vážkách. Amor ji žádá, aby pro něj u Dia vyprosila smrt, pokud nemůže mít Psyché (árie Doversi, oh dio, dividere). Mateřské city Venuši konečně přimějí upustit od své pomsty (árie Chi non cede a quelle lagrime).
Zefyr přináší Amorovi zprávu o tom, jak Psyché hrdinně překonala Acherón. Amor se vydává za ní, zatímco Zefyr zůstává s králem a upokojuje ho, když se Palemon ještě neodvažuje doufat ve šťastný konec (duet Smarrito in rea foresta).
(2. obraz – Hrůzostrašná jeskyně osvětlená černými plameny) Psyché se hrozí temnoty. Nyní, když má konečně v ruce možnost umřít, vypije jed z ampule, aby mohla své trápení ukončit (doprovázený recitativ a árie Ahimè! Che notte orrenda! … Cessate, oh dio! cessate). Když už jed cítí účinkovat, objeví se rozradostněný Amor. Psyché mu ale musí říci, že umírá, a klesá v jeho náruč (duet Vieni, speranza mia). Zefyr přivádí Palemona a Amor jim zvěstuje krutou skutečnost.
Tu však vstoupí Venuše a temná jeskyně se promění v nádherný prostor zaplněný radostnými božstvy. Vysvětluje, že Psyché nevypila vodu Styxu, ale nápoj věčného mládí z Elysia. A skutečně, Psyché se probírá z mrákoty. Venuše jí říká, že její trápení je skončeno a že nyní, jako Amorova choť, bude stále šťastná a spokojená. Všichni se radují nad triumfem nevinnosti a krásy (sbor – finále Imeneo la face accunda).